# Piotr Biskupski

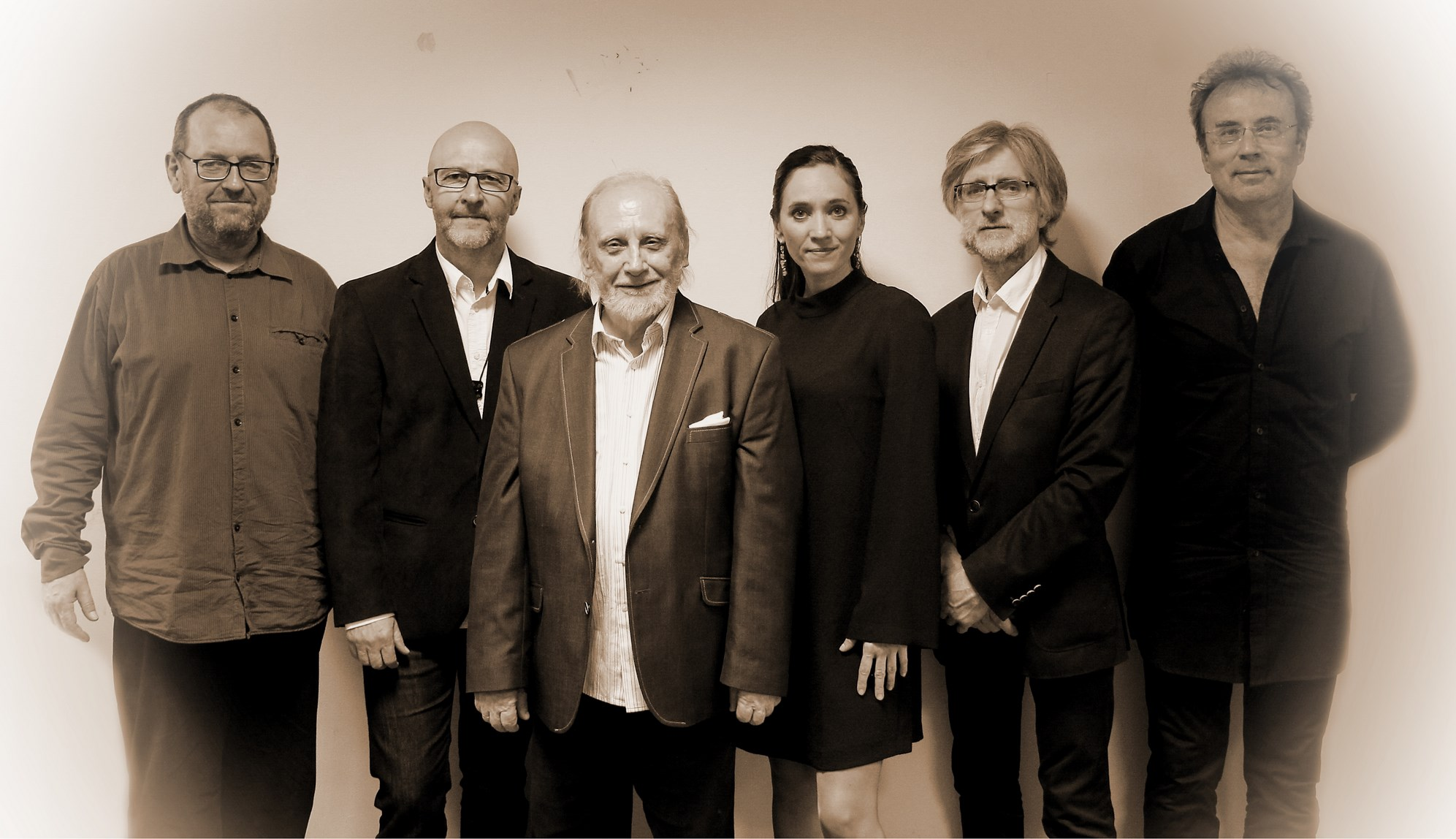
Włodzimierz Nahorny Sextet (2017) (Mariusz Bogdanowicz, Wojciech Staroniewicz, Włodzimierz Nahorny, Dorota Miśkiewicz, Henryk Gembalski, Piotr Biskupski)

Piotr Biskupski (ur. 23 września 1961 w Bydgoszczy) – polski perkusista jazzowy.

## Działalność muzyczna
Muzyczne inklinacje wyniósł z domu. Jego ojciec w dzieciństwie uczył się grać na skrzypcach, a siostra Małgorzata stała się cenioną w Bydgoszczy pianistką i akompaniatorką. W 1980 ukończył Państwowe Liceum Muzyczne w Bydgoszczy w klasie Mirosława Żyty.
Gdy po ukończeniu II klasy licealnej wygrał konkurs perkusyjny, szef jury Jerzy Zgodziński zaproponował mu studia na Akademii Muzycznej w Poznaniu. Z uwagi na posiadane już umiejętności kształcony był w indywidualnym toku studiów. Po trzech latach zdobył dyplom i otrzymał angaż do big-bandu Wiesława Pieregorólki. Od tego czasu grał w czołowych formacjach i konstelacjach jazzowych, którym liderowali tacy muzycy jak Zbigniew Namysłowski, czy Tomasz Szukalski.
W 2005 doktoryzował się w Akademii Muzycznej w Bydgoszczy. Później uzyskał habilitację. Wykładowca perkusji w Akademii Muzycznej w Łodzi i Akademii Muzycznej w Bydgoszczy.
Doceniony przez środowisko jazzowe, był zapraszany do udziału w licznych festiwalach krajowych i międzynarodowych. Odbywał trasy koncertowe, nagrywał płyty. W 2016 został odznaczony Brązowym Medalem „Zasłużony Kulturze Gloria Artis”. Jego partnerem artystycznym stał się kontrabasista Mariusz Bogdanowicz.